# François Holandre
Jean François Holandre, född 9 april 1753 i Tilly-sur-Meuse, död 18 juni 1830 i Verdun, var en fransk naturvetare och författare till flera böcker i ämnet.